# Auguste Escoffier
Georges Auguste Escoffier (ur. 28 października 1846 w Villeneuve-Loubet, zm. 12 lutego 1935 w Monte Carlo) – francuski szef kuchni, reformator klasycznej kuchni francuskiej, autor książek kucharskich. Pracował m.in. dla Césara Ritza w jego restauracjach hotelowych.

## Życiorys

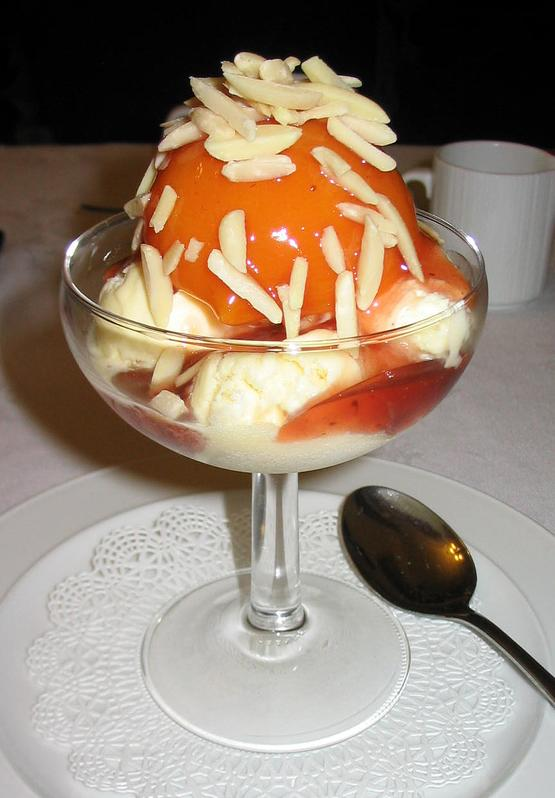
Melba

Escoffier wyznawał kuchnię lekkostrawną – zawsze starał się nie dopuścić do przejedzenia swoich gości, co było w owych czasach istotnym novum. Bardzo duże znaczenie w tworzeniu swoich potraw przywiązywał do jaj (jedna z jego książek zawiera aż 546 przepisów na potrawy przyrządzone z użyciem tego surowca). Kuchnię opalał wyłącznie drewnem, gdyż uważał, że tylko takie źródło ciepła daje najwłaściwsze efekty finalne.
Escoffier stworzył deser melba (pêche Melba) na cześć australijskiej śpiewaczki Nellie Melby. Są to zblanszowane brzoskwinie, ułożone na warstwie lodów śmietankowych, polane musem truskawkowym. Współcześnie istnieją warianty receptury (np. powstała z inspiracji restauratorów amerykańskich, w której dodaje się bitej śmietany i biszkopty, co spłyca jednoznaczny smak deseru).
Do zasług Escoffiera należy rozpropagowanie sosu cumberland, kremowej jajecznicy, czy filetu z soli (filet de sola Walewska). Kuchnia Escoffiera charakteryzowała się lekkością i delikatnością.
W 1870, w czasie wojny francusko-pruskiej, pełnił rolę szefa kuchni przy francuskim sztabie generalnym w Metzu. Doświadczenia z głodującą armią z tego okresu sprawiły, że zaczął przeprowadzać doświadczenia z konserwowaniem (puszkowaniem) żywności, m.in. groszku. Zaowocowało to później sukcesami w tym zakresie.
W 1900, na fali sukcesu sztuki Orlątko z Sarah Bernhardt w roli głównej, dodał do repertuaru swoich deserów brzoskwiniowe z crème chantilly (Péches L’Aiglon).
Był autorem m.in. książki kucharskiej Le guide culinaire – jednej z podstaw kuchni francuskiej w jej klasycznym nurcie.